# Dodeszukaden
A Dodeszukaden (japánul: どですかでん) Kuroszava Akira 1970-ben készült filmdrámája, mely epizódokat mutat be egy tokiói nyomortelep lakóinak életéből, akik között fogyatékosok, iszákosok és gyermekek is vannak. Címe egy hangutánzó szó: onnan származik, hogy az egyik szereplő, a fiatal Rokucsan állandóan egy képzeletbeli, síneken döcögő villamossal közlekedik, miközben ezt a szót ismételgeti. 1971-ben jelölték a legjobb idegen nyelvű filmnek járó Oscar-díjra.

## Cselekmény
|  | Alább a cselekmény részletei következnek! |

A filmnek nem igazán van kibontakozó cselekménye, inkább csak rövidebb-hosszabb életképeket mutat be a nyomortelep lakóinak életéből, kevés összefüggéssel.
A fiatal, értelmileg sérült Rokucsan egy képzeletbeli, láthatatlan villamos tulajdonosa: minden nap ezt az öreg villamost ápolgatja, megjegyzéseket tesz a karbantartók rosszul elvégzett munkájára, majd beindítja a járművet és hosszasan száguldozik vele, a síneken döcögést utánozva a dodesz(u)kaden szót ismételgetve. Két részeges férfi állandóan veszekedik feleségével, időnként pedig felcserélik feleségeiket. Az idős Tanba úrhoz besurran egy tolvaj, de Tanba észreveszi, és önként pénzt ad neki, majd amikor később a tolvajt rendőrök szembesítik Tanbával, a jószívű áldozat még le is tagadja, hogy bűncselekmény történt volna. A fiatal, eleinte némának tűnő lányt, Kacukót nevelőapja szinte halálra dolgoztatja, majd meg is erőszakolja. A lány hamarosan öngyilkosságot akar elkövetni, de valamilyen megmagyarázhatatlan okból kését inkább a hozzá mindig kedves italfutárfiú ellen fordítja. Egy szótlan férfi annak hűtlensége miatt elhagyott felesége visszatér és bocsánatért esedezik, de nem talál meghallgatásra. Egy ötgyermekes (és jelenleg is várandós) anya arról hírhedt, hogy minden férfival összejár, és hogy gyermekei is más-más apától származnak. Amikor ezt egyik kisfia megtudja, sírva kérdezi a családfőt, hogy akkor most igaz-e, hogy nem is ő a valódi apjuk. Egy elegánsan öltözködő úriemberhez vendégek látogatnak, akik egyike megsértődik a házigazda asszonyának barátságtalanságán, ám a férj a nő védelmére kel, amiből kisebbfajta verekedés alakul ki. Egy roncs autó lakói: egy férfi és egy kisgyerek saját ház építéséről álmodoznak, tervezgetik a kaput, a kerítést, magát a házat, azonban a gyermek (valószínűleg romlott haltól) mérgezést kap és a film végén meghal.
|  | Itt a vége a cselekmény részletezésének! |

## Szereposztás
- Zusi Jositaka ... Rokucsan
- Jamazaki Tomoko ... Kacuko
- Ban Dzsunzaburó ... Sima Jukicsi
- Tange Kijoko ... Sima felesége
- Vatanabe Acusi ... Tanba úr
- Szugai Kin ... Okuni
- Tonomura Tosijuki ... Szavagami Taro
- Minami Sinszuke ... Szavagami Rjotaro
- Kuszunoki Júko ... Szavagami Miszao
- Hino Micsio ... Ikava
- Furujama Keidzsi ... Macui
- Simokava Tappei ... Nomoto
- Tanaka Kunie ... Kavagucsi Hacutaro
- Josimura Dzsicuko ... Kavagucsi Josie
- Igava Hiszasi ... Maszuda Maszuo
- Okijama Hideko ... Maszuda Tacu
- Macumura Tacuo ... Vatanaka Kjota
- Cudzsi Imari ... Vatanaka Otane
- Kametani Maszahiko ... Okabe
- Akutagava Hirosi ... Hei
- Naraoka Tomoko ... Ocsó
- Kodzsima Szandzsi ... a betörő

## Fogadtatás, kritikák
A film megítélése vegyes, megjelenésekor Japánban sem fogadták túl jól, ez is hozzájárult ahhoz, hogy a rendező 1971-ben öngyilkosságot próbált meg elkövetni. Az IMDb osztályzatai alapján azonban jól áll: a nézők 7,5 pontra értékelik a 10-ből. A Rotten Tomatoes oldalán 79% a kedvelési mutató, viszont az oldal saját kritikusai szerint csak 57%.

## Díjak és jelölések
| 1971 | Kinema Dzsunpó-díj | Legjobb színész            | Igava Hiszasi  | Elnyerte |
| 1971 | Mainicsi-díj       | Legjobb női főszereplő     | Naraoka Tomoko | Elnyerte |
| 1971 | Oscar-díj          | Legjobb idegen nyelvű film |                | Jelölés  |